# Superprestige veldrijden 2020-2021
De Superprestige veldrijden 2020-2021 (officieel: Telenet Superprestige 2020-2021) was het 39ste seizoen van het regelmatigheidscriterium in het veldrijden. De Superprestige werd georganiseerd door Flanders Classics en bestond uit crossen acht in België en Nederland.
Vanwege de coronapandemie was het prijzengeld voor de klassementen van zowel de heren als de dames elite verlaagd met 17.000 euro ten opzichte van afgelopen seizoen. Het betreffende klassementsgeld werd pas uitbetaald als er minstens zes van de acht voorziene wedstrijden werden georganiseerd. Indien er door overmacht minder dan zes wedstrijden zouden worden georganiseerd, verviel het klassementsgeld en zou de organisatie extra prijzengeld per wedstrijd betalen (2.500 euro voor de winnaar, tot 150 euro voor de nummer acht).
Voor beloften en junioren was er dit seizoen geen apart klassement voorzien.

## Puntenverdeling
Punten werden toegekend aan alle crossers die in aanmerking kwamen voor Superprestige-punten. Voor de categorieën mannen elite, vrouwen elite en jongens junioren ontving de top vijftien punten aan de hand van de volgende tabel:
| Positie | 1  | 2  | 3  | 4  | 5  | 6  | 7 | 8 | 9 | 10 | 11 | 12 | 13 | 14 | 15 |
| Punten  | 15 | 14 | 13 | 12 | 11 | 10 | 9 | 8 | 7 | 6  | 5  | 4  | 3  | 2  | 1  |

In ieder klassement van de Superprestige werd aan de hand van de gewonnen punten in de acht wedstrijden een eindklassement opgemaakt. De veldrijder met het hoogste aantal punten in zijn klassement werd als winnaar van de Superprestige uitgeroepen.
1. ↑  De deelnemers hadden niet de verplichting om aan alle wedstrijden van de Superprestige deel te nemen. Indien bij het opmaken van het eindklassement meerdere renners met eenzelfde aantal punten zouden eindigen, werd voorrang gegeven aan de renner die in de meeste wedstrijden van de Superprestige van start gegaan is. Indien aansluitend nog renners op gelijk puntenniveau stonden, werd het voordeel gegeven aan de renner met de meeste overwinningen in de crossen van de Superprestige. Indien deze factor niet kon meespelen, zou de renner met de beste uitslag in de laatste wedstrijd (Middelkerke 06/02/2021) het voordeel genieten.[2]

## Mannen elite

### Kalender en podia
| Datum                 | Locatie                               | Cat. | Winnaar                | Tweede                 | Derde             | Leider in het klassement |         |
| --------------------- | ------------------------------------- | ---- | ---------------------- | ---------------------- | ----------------- | ------------------------ | ------- |
| 11/10/2020            | Cyclocross Gieten, Gieten             | C1   | Toon Aerts             | Eli Iserbyt            | Laurens Sweeck    | Toon Aerts               | details |
| 24/10/2020            | Cyclocross Ruddervoorde, Ruddervoorde | C1   | Eli Iserbyt            | Toon Aerts             | Lars van der Haar | Eli Iserbyt              | details |
| 11/11/2020            | Jaarmarktcross, Niel                  | C1   | Laurens Sweeck         | Eli Iserbyt            | Toon Aerts        | Eli Iserbyt              | details |
| 21/11/2020 22/11/2020 | Vlaamse Aardbeiencross, Merksplas     | C2   | Michael Vanthourenhout | Eli Iserbyt            | Laurens Sweeck    | Eli Iserbyt              | details |
| 05/12/2020 06/12/2020 | Niels Albert CX, Boom                 | C2   | Eli Iserbyt            | Michael Vanthourenhout | Toon Aerts        | Eli Iserbyt              | details |
| 19/12/2020 13/12/2020 | Cyclocross Asper-Gavere, Gavere       | C1   | Tom Pidcock            | Mathieu van der Poel   | Toon Aerts        | Eli Iserbyt              | details |
| 26/12/2020            | GP Eric De Vlaeminck, Zolder          | C1   | Mathieu van der Poel   | Wout van Aert          | Lars van der Haar | Toon Aerts               | details |
| 06/02/2021            | Noordzeecross, Middelkerke            | C1   | Laurens Sweeck         | Michael Vanthourenhout | Eli Iserbyt       | Toon Aerts               | details |

### Eindstand
| Pos. | Renner                 | Team                         | GIE | RUD | NIE | MER | BOO | GAV | ZOL | MID | Punten |
| ---- | ---------------------- | ---------------------------- | --- | --- | --- | --- | --- | --- | --- | --- | ------ |
| 1    | Toon Aerts             | Telenet-Baloise Lions        | 1   | 2   | 3   | 4   | 3   | 3   | 7   | 6   | 99     |
| 2    | Eli Iserbyt            | Pauwels Sauzen-Bingoal       | 2   | 1   | 2   | 2   | 1   | 4   | DNF | 3   | 97     |
| 3    | Michael Vanthourenhout | Pauwels Sauzen-Bingoal       | 8   | 4   | 6   | 1   | 2   | 6   | 5   | 2   | 94     |
| 4    | Laurens Sweeck         | Pauwels Sauzen-Bingoal       | 3   | 5   | 1   | 3   | 7   | 11  | 4   | 1   | 93     |
| 5    | Lars van der Haar      | Telenet-Baloise Lions        | 5   | 3   | 4   | 6   | 8   | 5   | 3   | 5   | 89     |
| 6    | Corné van Kessel       | Tormans CX Team              | 4   | 8   | 5   | 5   | 5   | 8   | 6   | 4   | 83     |
| 7    | Daan Soete             | Group Hens - Maes Containers | 7   | 6   | 9   | 9   | 13  | 10  | 10  | 18  | 48     |
| 8    | Quinten Hermans        | Tormans CX Team              | –   | 9   | 7   | 11  | 10  | 7   | 21  | 8   | 44     |
| 9    | Ryan Kamp              | Pauwels Sauzen-Bingoal       | 6   | –   | 8   | 16  | 6   | 15  | 11  | 11  | 39     |
| 10   | Felipe Orts Lloret     | Teika-BH-Gsport              | –   | 7   | 11  | 7   | 23  | –   | 13  | 7   | 35     |

| Pos. | Prijzengeld |
| ---- | ----------- |
| 1.   | € 25.000    |
| 2.   | € 12.500    |
| 3.   | € 7.000     |
| 4.   | € 4.500     |
| 5.   | € 3.250     |
| 6.   | € 2.000     |
| 7.   | € 1.000     |
| 8.   | € 750       |
| Tot. | € 56.000    |

## Vrouwen elite

### Kalender en podia
| Datum                 | Locatie                               | Cat. | Winnares                   | Tweede                     | Derde                      | Leidster in het klassement |         |
| --------------------- | ------------------------------------- | ---- | -------------------------- | -------------------------- | -------------------------- | -------------------------- | ------- |
| 11/10/2020            | Cyclocross Gieten, Gieten             | C1   | Ceylin del Carmen Alvarado | Annemarie Worst            | Lucinda Brand              | Ceylin del Carmen Alvarado | details |
| 24/10/2020            | Cyclocross Ruddervoorde, Ruddervoorde | C1   | Ceylin del Carmen Alvarado | Annemarie Worst            | Lucinda Brand              | Ceylin del Carmen Alvarado | details |
| 11/11/2020            | Jaarmarktcross, Niel                  | C1   | Lucinda Brand              | Ceylin del Carmen Alvarado | Denise Betsema             | Ceylin del Carmen Alvarado | details |
| 21/11/2020 22/11/2020 | Vlaamse Aardbeiencross, Merksplas     | C2   | Lucinda Brand              | Denise Betsema             | Ceylin del Carmen Alvarado | Ceylin del Carmen Alvarado | details |
| 05/12/2020 06/12/2020 | Niels Albert CX, Boom                 | C2   | Lucinda Brand              | Ceylin del Carmen Alvarado | Denise Betsema             | Lucinda Brand              | details |
| 19/12/2020 13/12/2020 | Cyclocross Asper-Gavere, Gavere       | C1   | Lucinda Brand              | Denise Betsema             | Ceylin del Carmen Alvarado | Lucinda Brand              | details |
| 26/12/2020            | GP Eric De Vlaeminck, Zolder          | C1   | Lucinda Brand              | Ceylin del Carmen Alvarado | Annemarie Worst            | Lucinda Brand              | details |
| 06/02/2021            | Noordzeecross, Middelkerke            | C1   | Denise Betsema             | Ceylin del Carmen Alvarado | Lucinda Brand              | Lucinda Brand              | details |

### Eindstand
| Pos. | Renster                    | Team                   | GIE | RUD | NIE | MER | BOO | GAV | ZOL | MID | Punten |
| ---- | -------------------------- | ---------------------- | --- | --- | --- | --- | --- | --- | --- | --- | ------ |
| 1    | Lucinda Brand              | Telenet-Baloise Lions  | 3   | 3   | 1   | 1   | 1   | 1   | 1   | 3   | 114    |
| 2    | Ceylin del Carmen Alvarado | Alpecin-Fenix          | 1   | 1   | 2   | 3   | 2   | 3   | 2   | 2   | 112    |
| 3    | Denise Betsema             | Pauwels Sauzen-Bingoal | 5   | 7   | 3   | 2   | 3   | 2   | 4   | 1   | 101    |
| 4    | Yara Kastelijn             | Credishop-Fristads     | 4   | 4   | 4   | 6   | 5   | 5   | 12  | 5   | 83     |
| 5    | Annemarie Worst            | 777                    | 2   | 2   | 5   | 4   | 4   | 13  | 3   | DNF | 79     |
| 6    | Manon Bakker               | Credishop-Fristads     | 8   | 5   | 7   | 7   | 9   | 7   | 5   | 4   | 76     |
| 7    | Sanne Cant                 | IKO-Crelan             | 10  | 20  | 6   | 5   | 11  | 6   | 13  | 6   | 55     |
| 8    | Aniek van Alphen           | Credishop-Fristads     | 6   | 12  | 13  | 12  | 12  | 9   | 14  | 9   | 41     |
| 9    | Anna Kay                   | Starcasino CX Team     | 14  | 14  | –   | 8   | 10  | 12  | 7   | 11  | 36     |
| 10   | Laura Verdonschot          | Pauwels Sauzen-Bingoal | 7   | 6   | 9   | 13  | –   | 19  | 10  | –   | 35     |

| Pos. | Prijzengeld |
| ---- | ----------- |
| 1.   | € 25.000    |
| 2.   | € 12.500    |
| 3.   | € 7.000     |
| 4.   | € 4.500     |
| 5.   | € 3.250     |
| 6.   | € 2.000     |
| 7.   | € 1.000     |
| 8.   | € 750       |
| Tot. | € 56.000    |

## Jongens junioren

### Kalender en podia
| Datum                 | Locatie                               | Cat. | Winnaar                         | Tweede                          | Derde                           |         |
| --------------------- | ------------------------------------- | ---- | ------------------------------- | ------------------------------- | ------------------------------- | ------- |
| 11/10/2020            | Cyclocross Gieten, Gieten             | CJ   | Afgelast vanwege coronapandemie | Afgelast vanwege coronapandemie | Afgelast vanwege coronapandemie | details |
| 24/10/2020            | Cyclocross Ruddervoorde, Ruddervoorde | CJ   | Jente Michels                   | Aaron Dockx                     | Jelle Harteel                   | details |
| 11/11/2020            | Jaarmarktcross, Niel                  | CJ   | Afgelast vanwege coronapandemie | Afgelast vanwege coronapandemie | Afgelast vanwege coronapandemie | details |
| 21/11/2020 22/11/2020 | Vlaamse Aardbeiencross, Merksplas     | CJ   | Afgelast vanwege coronapandemie | Afgelast vanwege coronapandemie | Afgelast vanwege coronapandemie | details |
| 05/12/2020 06/12/2020 | Niels Albert CX, Boom                 | CJ   | Afgelast vanwege coronapandemie | Afgelast vanwege coronapandemie | Afgelast vanwege coronapandemie | details |
| 19/12/2020 13/12/2020 | Cyclocross Asper-Gavere, Gavere       | CJ   | Afgelast vanwege coronapandemie | Afgelast vanwege coronapandemie | Afgelast vanwege coronapandemie | details |
| 26/12/2020            | GP Eric De Vlaeminck, Zolder          | CJ   | Afgelast vanwege coronapandemie | Afgelast vanwege coronapandemie | Afgelast vanwege coronapandemie | details |
| 06/02/2021            | Noordzeecross, Middelkerke            | CJ   | Afgelast vanwege coronapandemie | Afgelast vanwege coronapandemie | Afgelast vanwege coronapandemie | details |